# Kościół św. Antoniego Padewskiego w Gdyni
Kościół świętego Antoniego Padewskiego – rzymskokatolicki kościół parafialny należący do parafii pod tym samym wezwaniem (dekanat Gdynia-Śródmieście archidiecezji gdańskiej). Znajduje się w gdyńskiej dzielnicy Wzgórze Św. Maksymiliana.

## Historia
Jest to świątynia wybudowana przez zakon franciszkanów konwentualnych przy istniejącym od 1936 roku klasztorze. W 1949 roku erygowana została przy nim parafia. W dniu 27 października 1957 roku został poświęcony kamień węgielny i rozpoczęła się budowa kościoła utrudniana przez władze komunistyczne. 18 grudnia 1960 roku został poświęcony i oddany do użytku górny kościół. Natomiast 20 grudnia 1970 roku został ukończony dolny kościół. Na przełomie lat osiemdziesiątych i dziewięćdziesiątych XX wieku została wykonana zmiana wewnętrznej orientacji górnego kościoła polegająca na przeniesieniu głównego ołtarza ze ściany północnej na ścianę wschodnią świątyni. W 1976 r. w odlewni Jana Felczyńskiego w Przemyślu odlano do kościoła dwa dzwony Antoni i Franciszek, które wraz z najmniejszym, XIX-wiecznym dzwonem wiszą na wieży kościoła.